# سرپنت موند
سرپنت موند بزرگ یک تپه‌نگاره باستانی به طول ۴۱۱ متر و ارتفاع ۳ فوت است که در پیبلز، اوهایو قرار دارد. این تپه در آنچه که به عنوان دهانه سرپنت موند شناخته می‌شود، ساخته شده است و در امتداد اوهایو براش کریک در شهرستان آدامز، اوهایو قرار دارد. این تپه بزرگترین تندیس مار شناخته شده در جهان است.
اولین بررسی‌های منتشر شده از این تپه توسط افرایم جی. اسکوایر و ادوین همیلتون دیویس انجام شده و در کتاب تاریخی آنها به نام آثار باستانی دره می‌سی‌سی‌پی (۱۸۴۸) که توسط مؤسسه اسمیتسونیان سفارش داده شده بود، منتشر شد.
وزارت کشور ایالات متحده آمریکا این تپه را در سال ۱۹۶۶ به عنوان یک نقطه عطف ملی تاریخی معرفی کرد. این تپه توسط ارتباط تاریخی اوهایو، یک سازمان غیرانتفاعی که به حفظ سایت‌های تاریخی در سراسر اوهایو اختصاص دارد، نگهداری می‌شود.